# Andrussow-proces

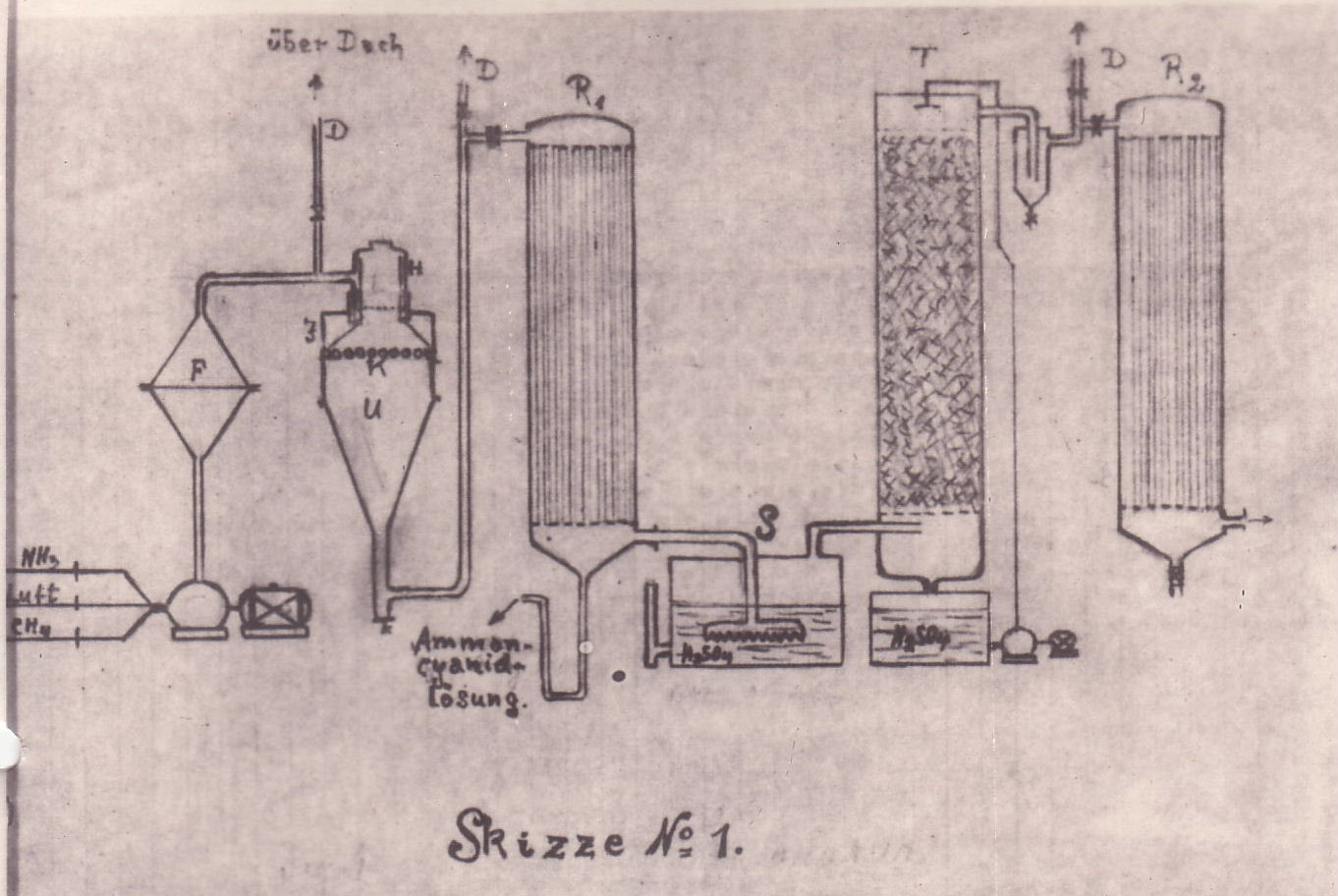
Schema uit 1931 van het andrussow-proces

Het andrussow-proces is een chemisch proces dat in 1927 werd ontdekt door de Russische scheikundige Leonid Andrussow. Het is een industrieel proces voor de productie van waterstofcyanide uit methaan en ammoniak, in aanwezigheid van zuurstofgas en platina als katalysator:
{\displaystyle {\ce {2CH4 + 2NH3 + 3O2 -> 2HCN + 6H2O}}}
Tijdens dit redoxproces wordt koolstof geoxideerd en zuurstof gereduceerd.